# دافي براون
دافي براون (بالإنجليزية: Davey Brown)‏ هو لاعب كرة قدم أمريكي، ولد في 18 نوفمبر 1898 في إيست نيوآرك في الولايات المتحدة، وتوفي في 17 سبتمبر 1970 في كيرني في الولايات المتحدة. شارك مع منتخب الولايات المتحدة لكرة القدم. أما مع النوادي، فقد لعب مع شركة فورد وفول ريفر ماركسمين ونيويورك جاينتس.